# Kolejki Leśne
Osiedle Kolejki, Kolejki Leśne – osiedle Hajnówki rozlokowane jest między ulicami: 3 Maja, Armii Krajowej, Kolejki leśne i terenem parafii prawosławnej Św. Trójcy.

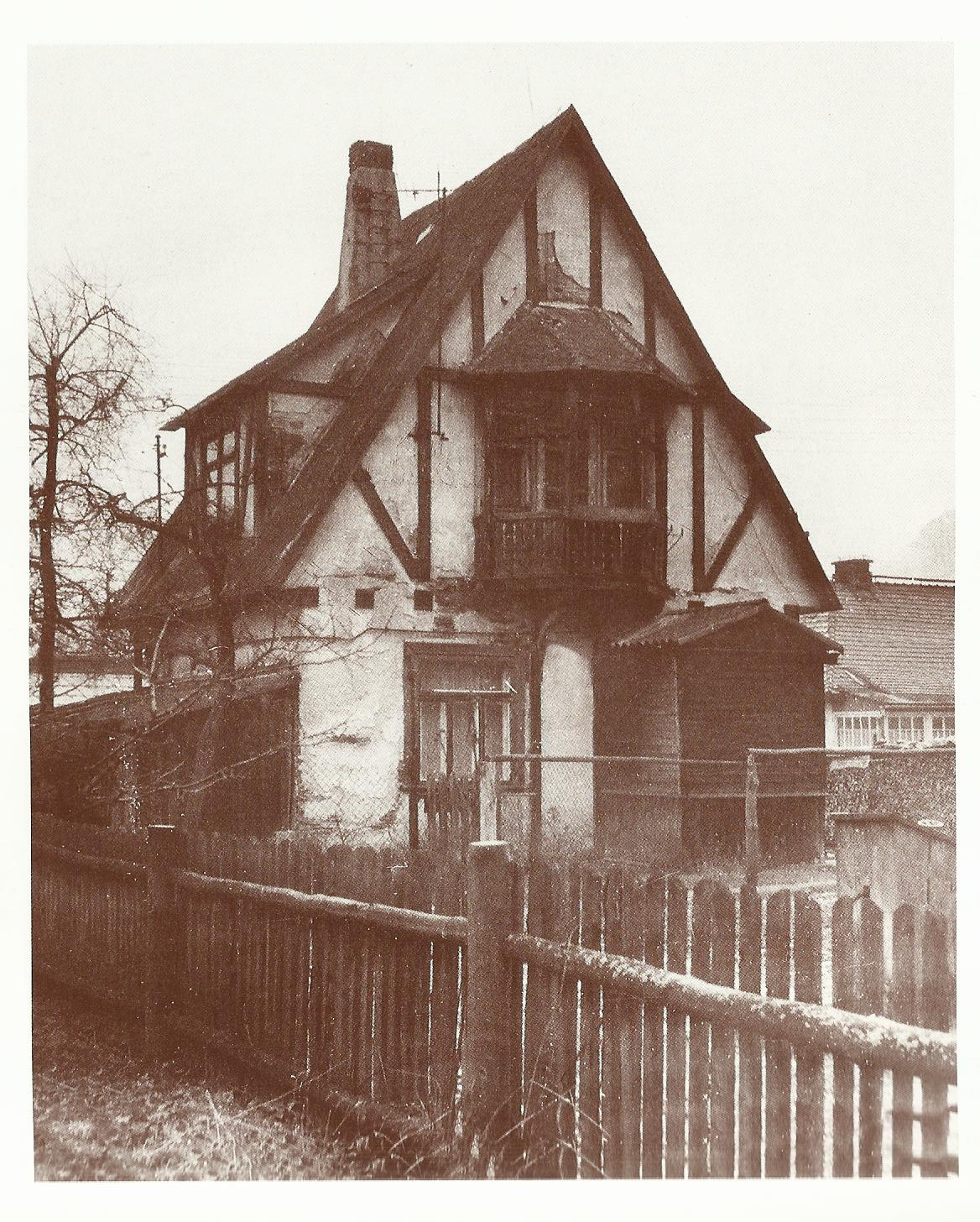
Dom poniemiecki z czasów I wojny światowej na os. Kolejki. Później budynek mieszkalny pracowników Century. Wyburzony na początku XXI w.

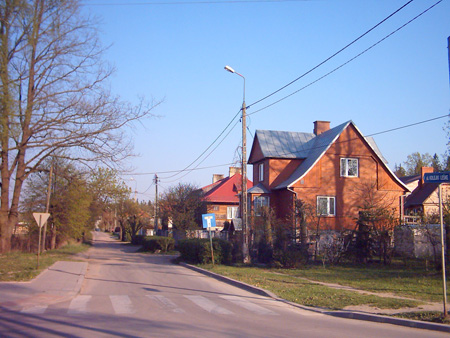
Ulica Kolejki leśne

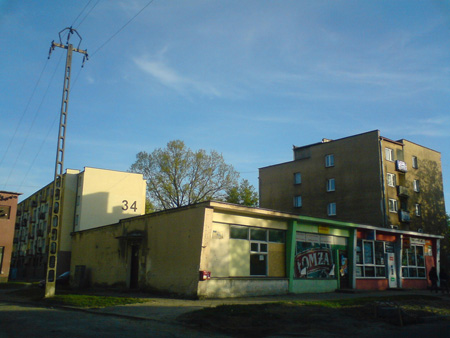
Bloki z lat 60. XX w.

## Nazwa
Nazwa osiedla pochodzi od ulicy Kolejki leśne, ta zaś od wybudowanej tu przez Niemców w latach 1915–1918 bazy kolejki wąskotorowej. Sieć kolejek wąskotorowych oplatała całą Puszczę Białowieską.

## Historia
Na terenie obecnego osiedla Kolejki mieściło się kilka domów kadry zarządzającej kolejkami wybudowanych w czasie I wojny światowej przez okupujące te tereny wojsko niemieckie. Jeszcze do końca lat 80. XX w. pozostawały tu dwa domy wybudowane w tym okresie (znajdowały się one za świetlicą zakładów Hamech). Niemcy wybudowali tu też baraki dla jeńców wojennych (Francuzów i Rosjan) robotników przy układaniu sieci kolejek i parowozownię (budynek istnieje do dziś). Baraki te znajdowały się przy obecnej ul. Kolejki leśne. W latach 30. XX w. wybudowano tu osiedle tzw. Czworaków (domów podzielonych na cztery mieszkania) oraz stację kolejki (budynek stacji był na terenie kolejek leśnych do 2005 roku obecnie na terenie turystycznej kolejki leśnej znajduje się jego replika). Domów było 6 i zamieszkiwał w nich personel techniczny i administracyjny Kolejek Leśnych. Przebudowane domy stoją do dziś. W następnym okresie wybudowano tu też kilka domów jednorodzinnych, znajdowały się one przy ul. 3. Maja. W latach 60. wybudowano osiedle bloków: dwa należące do Zakładów Maszynowych „Hamech” i 5 komunalnych z czego 3 to tzw. bloki oszczędnościowe. Na terenie osiedla znajduje się budynek Zespołu Doskonalenia Zawodowego (w którym w latach 1956–1993 mieściło się przedszkole) i pawilon handlowy.

## Ulice
3 Maja, Armii Krajowej, Kolejki leśne